# سليم-جافيد
|                                                                       |  |  |
| سليم خان (يمين) و جافيد أختر (يسار) ، حيث شكلا سويا ثنائي سليم جافيد. |  |  |

سليم جافيد ثنائي كتابة سيناريو بارز في صناعة السينما الهندية، تألف من سليم خان وجافيد أختر. ويشار إليهم بأنهم أول كتاب سيناريو هنديين حصلوا على النجومية،
وأصبحوا من أكثر كتاب السيناريو الهنديين نجاحًا في كل العصور. يُنظر إليهم على أنهم «أعظم كتاب السيناريو في السينما الهندية». عملوا معًا على 24 فيلمًا في الفترة من 1971 إلى 1987، أي ما يقارب 16 عاماً، منها 20 فيلمًا ناجحًا تجاريًا ونقديًا. لقد عملوا معًا على 22 فيلمًا من أفلام بوليوود، بالإضافة إلى فيلمين كاناديين.
أحدث ثنائي سليم جافيد ثورة في السينما الهندية في السبعينيات، حيث قامت بتحويل وإعادة اختراع صيغة بوليوود، والرائدة في تنسيق أفلام بوليوود تنطوي على أفكار أو أساليب جديدة. اختلافاً كبيرًا عن نمط الأفلام الرومانسية التي كانت مسيطرة سابقا على بوليوود، أيضا كان سليم جافيد روادً في خلق الظواهر الثقافية مثل نموذج شخصية «الشاب الغاضب»، فيلم ماسالا، نوع دكيتي الغربي، وأفلام عالم بومباي السفلي للجريمة. أطلقت أفلامهم كبار صانعي الأفلام ونجوم السينما، مثل أميتاب باتشان وراجنيكانث. كان لأفلام سليم-جافيد تأثير أوسع على المجتمع الهندي، مع مواضيع ذات صلة بالمناخ الاجتماعي والاقتصادي والاجتماعي والسياسي في الهند في سبعينيات القرن الماضي، مثل الفقر في المناطق الحضرية الفقيرة، والفساد السياسي، والجريمة المنظمة، في حين تقدم أفلامًا تقدمية ونسوية ومناهضة - مواضيع التأسيس، والتي ترددت مع الجماهير الهندية في السبعينيات وأوائل الثمانينيات. خلال فترة عملهم معًا، فاز الثنائي بست جوائز فيلمفير، من أصل عشرة ترشيحات. تعد أفلامهم أيضًا من بين الأفلام الهندية الأكثر ربحًا في كل العصور، بما في ذلك فيلم الشعلة (1975)، وهو الفيلم الهندي الأكثر ربحًا على الإطلاق في ذلك الوقت، بالإضافة إلى أفلام مثل سيتا أور غيتا (1972) وزنجير (1973)، ديوار (1975)، كرانتي (1981)، وامتياز دون. يعتبر شولاي أيضًا واحدًا من أفضل الأفلام الهندية في كل العصور.
أثناء العمل معًا، كان سليم خان مسؤولًا إلى حد كبير عن تطوير القصص والشخصيات، والتي كانت تعتبر غير تقليدية في ذلك الوقت، بينما كان جافيد أختر مسؤولًا إلى حد كبير عن كتابة الحوارات. أصبحت العديد من الحوارات التي كتبوها عن أفلامهم مشهورة. على الرغم من أن الحوارات غالباً ما يشار إليها على أنها هندية، إلا أنها تقع في الغالب باللغة الأردية، وهي سجل للغة الهندوستانية. قادمون من خلفيات في أدب الأوردو، وكتبوا في الغالب بخط أوردو، مع نسخ الحوارات الأوردية بعد ذلك من قبل مساعد في نص ديفاناغاري حتى يتمكن القراء الهنود من قراءة حوارات الأوردو.
جعل الثنائي دور الكاتب شائعًا مع ظهور أسمائهم في ملصقات الأفلام، وفي بعض الأفلام شاركوا ما يصل إلى 25٪ من الأرباح. استمر ارتباطهم حتى عام 1982، عندما قرر كلاهما الانفصال بعد ذلك انتقل جافيد أختر لكتابة كلمات لنحو 80 فيلما ومخطوطا لعشرين فيلما من عام 1981 حتى الوقت الحاضر، في حين كتب سليم خان 10 نصوص بين عامي 1983-1996. يُنسب إليهما معًا على فيلمين بعد الانفصال، زامانا (1985) وسيد الهند (1987)، نظرًا لأن هذه النصوص تم كتابتها مسبقًا وتحولت إلى فيلم لاحقًا بعد الانقسام. بالإضافة إلى ذلك، كان لدى أفلامهم العديد من إصدارات جنوب الهند، والتي كانت في كثير من الأحيان مرخصة مباشرة من سليم جافيد، الذي كان يملك حقوق إعادة صنع جنوب الهند في أفلامهم.

## روابط خارجية
- سيلم خان في قاعدة بيانات الأفلام على الإنترنت
- Javed Akhtar في قاعدة بيانات الأفلام على الإنترنت